# Гонсалес, Кили
Кри́стиан Альбе́рто «Кили» Гонсалес Пере́т (исп. Cristian Alberto "Kily" González Peret; род. 4 августа 1974[…], Росарио, Санта-Фе) — аргентинский футболист и футбольный тренер. Выступал на позиции полузащитника.

## Биография
В детстве Кристиан долго не мог выговорить своего имени и у него получалось лишь «Кристи», либо «Кили». С тех пор родные Гонсалеса стали его называть Кили.
Первым клубом Гонсалеса был «Росарио Сентраль» из родного города футболиста, в котором он начал играть в 1993 году. Он провёл 88 матчей за «Росарио» и забил 10 голов, после чего перешёл в «Боку Хуниорс». Спустя сезон успешного выступления в составе «сине-золотых» Кили был куплен испанским клубом «Сарагоса».
В 1997 году «Сарагоса» предложила Гонсалесу контракт на 2 года. Всего за годы выступлений в «Сарагосе» Гонсалес успел забить 15 голов в 92 матчах в чемпионате Испании.
Следующим клубом испанской Примеры, в который перешёл Кили, была «Валенсия». В Валенсии Кили задержался на 4 года. В 87 матчах за «летучих мышей» он забил 8 голов. После окончания контракта с клубом Кили Гонсалес переходит в клуб итальянской Серии А — «Интернационале». За 74 матча в чёрно-синей форме он не забил ни одного гола.
После неудачи с «Интером» Гонсалес в 2006 году вернулся в родной «Росарио Сентраль» и за 76 матчей забил 10 голов. В 2009 году перешёл в столичный «Сан-Лоренсо».
За сборную Аргентины Кили выступал на протяжении 10 лет (с 1995 по 2005 год). За это время он сыграл в 56 матчах и забил 9 голов. В 2004 году в составе «Альбиселесты» стал победителем олимпийского футбольного турнира, в котором принял участие в качестве одного из трёх игроков старше 23 лет. Кроме того, Кили дважды принимал участие в розыгрышах Кубка Америки, а в 2002 году выступил на неудачном для Аргентины чемпионате мира в Японии и Корее.
23 июня 2020 назначен главным тренером «Росарио Сентраль». Контракт подписан до декабря 2021 года.

## Достижения
сборная Аргентины
- Олимпийский чемпион 2004
- Финалист Кубка Америки: 2004

«Валенсия»
- Финалист Лиги чемпионов: 1999/2000, 2000/01
- Чемпион Испании: 2001/02
- Обладатель Суперкубка Испании: 1999

«Интер»
- Чемпион Италии: 2005/06 (титул присуждён в результате Кальчополи)
- Обладатель Кубка Италии: 2004/05, 2005/06